# Impacto ambiental do papel

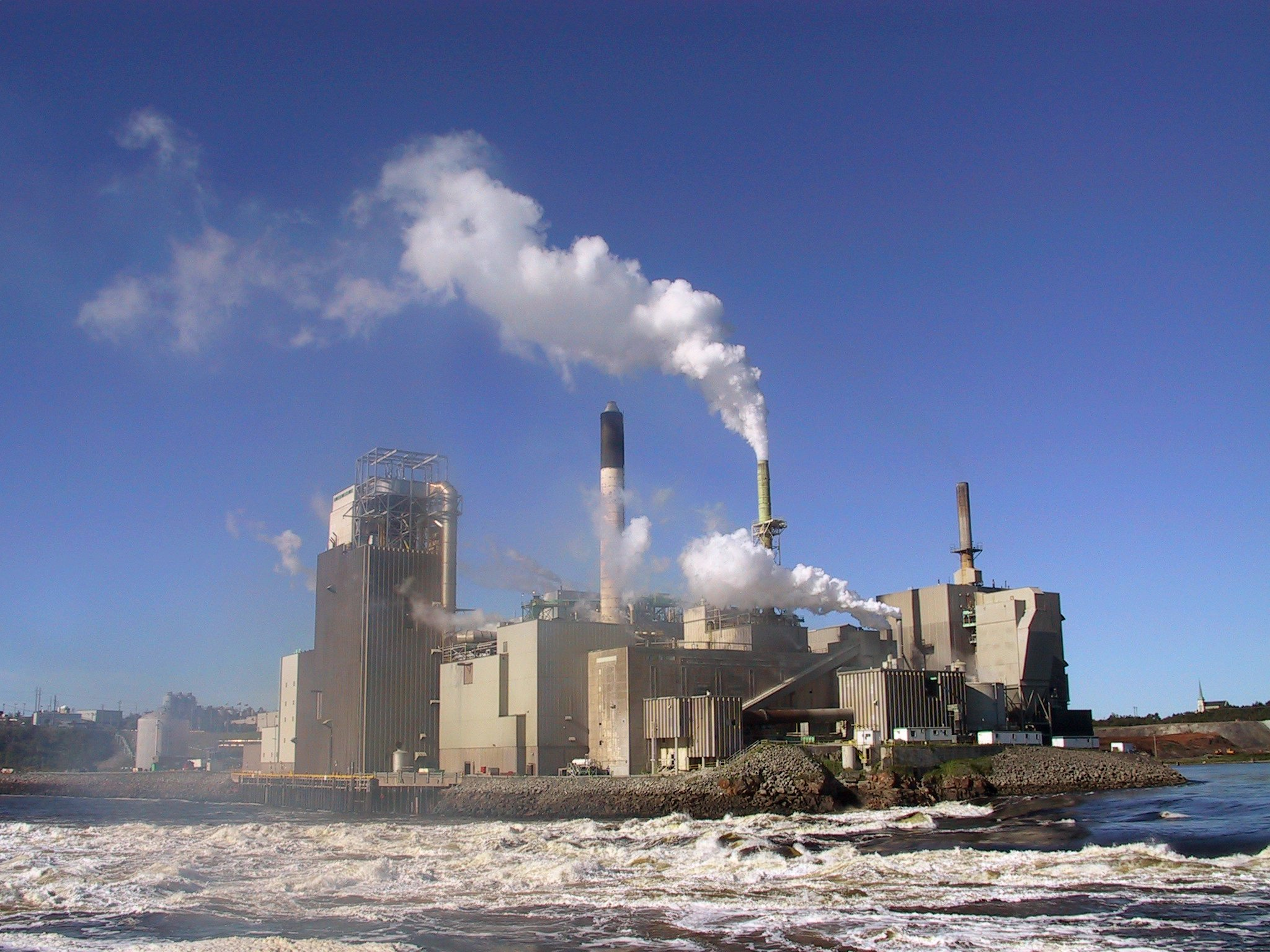
Uma fábrica de celulose e papel em New Brunswick, Canadá. Embora a fabricação de celulose e papel requeira grandes quantidades de energia, uma parte dela vem da queima de resíduos de madeira.

O impacto ambiental do papel é significativo, o que levou a mudanças na indústria e no comportamento, tanto no nível empresarial quanto no pessoal. Com o uso de tecnologia moderna, como a imprensa e a colheita altamente mecanizada da madeira, o papel descartável tornou-se uma mercadoria relativamente barata, o que levou a um alto nível de consumo mundial e subsequente desperdício. O aumento da preocupação com questões ambientais globais, como poluição do ar e da água, mudanças climáticas, aterros sanitários transbordamento e corte raso, levaram ao aumento das regulamentações governamentais sobre a indústria de papel. Mesmo que, em comparação com outros materiais, o papel tenha menor impacto no meio ambiente como resíduo, se decompondo rapidamente, o material gera imensos impactos na sua fase de produção. Existe uma tendência para busca por sustentabilidade na indústria de papel e celulose, à medida que se move para reduzir o corte raso, o uso de água, as emissões de gases de efeito estufa, o consumo de combustíveis fósseis e a limpeza de sua influência no abastecimento de água local e na poluição do ar.
De acordo com uma organização de cidadãos canadenses, "As pessoas precisam de produtos de papel e nós precisamos de uma produção sustentável e ambientalmente segura".
Declarações de produtos ambientais ou cartões de pontuação de produtos estão disponíveis para coletar e avaliar o desempenho ambiental e social de produtos de papel, como a Calculadora de papel, Ferramenta de avaliação ambiental de papel (EPAT)  ou Perfil de papel.
Tanto os Estados Unidos quanto o Canadá geram mapas interativos de indicadores ambientais que mostram as emissões de poluição de instalações individuais.

## Problemas
As fábricas de celulose e papel contribuem para a poluição do ar, da água e da terra e o papel e papelão descartados representam cerca de 26% dos resíduos sólidos urbanos em aterros sanitários .
A celulose e o papel geram a terceira maior quantidade de emissões industriais de ar, água e solo no Canadá e a sexta maior nos Estados Unidos. O segmento contribui, atualmente, com aproximadamente 5% na formação do PIB do Brasil (dados de Janeiro 2020). De toda a produção, 75% foi destinada para exportação, totalizando 14,7 milhões de toneladas. Em 2015, a indústria liberou 174.000 toneladas de emissões para ar, água e terra (ou 5,3%) de um total de 3,3 milhões de toneladas de emissões liberadas por todas as indústrias no Canadá. Nos Estados Unidos, a indústria de papel e celulose liberou cerca de 79.000 toneladas ou cerca de 5% de todos os poluentes industriais liberados em 2015 Do total de resíduos liberados pela indústria de celulose e papel nos EUA, 66% foi liberados no ar, 10% na água e 24% na terra, enquanto no Canadá, a maior parte dos resíduos (96%) foi lançada no ar.
Em todo o mundo, a indústria de papel e celulose é o quinto maior consumidor de energia, respondendo por 4% de todo o consumo mundial de energia. No entanto, todo o setor de papel e impressão contribui com menos de 1% para o inventário global de gases de efeito estufa devido ao uso muito alto de energia renovável, principalmente biomassa.
A indústria de celulose e papel usa mais água para produzir uma tonelada de produto do que qualquer outra indústria.
O processo de-inking durante a reciclagem do papel também é uma fonte de emissões devido a produtos químicos liberados no efluente.  Ele consiste em retirar a tinta presente nas fibras do papel reciclado. O Conselho Europeu de Papel Recuperado desenvolveu o 'scorecard de de-inking' para que os produtos de papel impresso que tenham a melhor reciclabilidade quando passarem pelo processo possam ser identificados.
O consumo mundial de papel aumentou 400% nos últimos 40 anos, com 35% das árvores colhidas sendo usadas para a fabricação de papel. As plantações florestais, de onde é obtida a maior parte da madeira para polpa de celulose, são geralmente uma monocultura e isso levanta preocupações sobre os efeitos ecológicos da prática.
Grande parte da madeira colhida na América do Norte (Estados Unidos e Canadá) é transformada em madeira serrada e outros produtos não relacionados ao papel. No entanto, nos EUA, 36% da colheita anual de madeira é usada para papel e papelão. No Canadá, 21% da produção de papel vem diretamente de árvores colhidas. O restante vem de resíduos de serraria (55%) e do resultado do processo de reciclagem de papel (24%).
O desmatamento é frequentemente visto como um problema nos países em desenvolvimento, mas também ocorre no mundo desenvolvido. Cavaco para produzir pasta de papel é uma questão ambiental controversa na Austrália . Cavaco é o termo utilizado na indústria da madeira para designar os pequenos pedaços de madeira resultantes de uma trituração. Na década de 1990, o governo da Nova Zelândia, por exemplo, interrompeu a exportação de lascas de madeira de florestas nativas após uma campanha de ambientalistas.
Mais de 6,5 milhões de árvores foram cortadas para fazer 16 bilhões de copos de papel usados pelos consumidores dos EUA apenas para café em 2006, usando 4×109 US gal (15,000,000 m3)   de água e resultando em 253 milhões de libras de resíduos. No geral, os norte-americanos usam 58% de todos os copos de papel, totalizando 130 bilhões de copos.

### Poluição do ar
Esse rastreio é feito por diferentes órgãos. O Inventário Nacional de Emissões nos Estados Unidos e o Inventário de Emissões de Poluentes Atmosféricos (APEI) no Canadá  compilam as emissões anuais dos poluentes atmosféricos que contribuem para a poluição atmosférica, chuva ácida, gases de efeito estufa e diminuição da qualidade do ar incluindo a presença de material particulado (PM), óxidos de enxofre (SO x ), óxidos de nitrogênio (NO x ), cádmio, chumbo, mercúrio e poluentes orgânicos persistentes (POPs), como dioxinas e furanos, hexaclorobenzeno (HCB) e hidrocarbonetos aromáticos policíclicos (PAH ). Além disso, o Toxics Release Inventory (TRI) é um banco de dados disponível publicamente mantido pelo Programa TRI da Agência de Proteção Ambiental dos Estados Unidos (US Environmental Protection Agency - EPA) que rastreia o gerenciamento nos EUA de alguns produtos químicos tóxicos listados que podem representar uma ameaça à saúde humana e ao meio ambiente como um todo.
Nos Estados Unidos, as liberações industriais totais de resíduos tóxicos no ar foram de 313.000 toneladas em 2015, tendo a indústria de celulose e papel representado 20% deste valor. Das liberações para o ar por essa indústria, 60% foram de metanol, que não é um produto químico persistente, bioacumulativo e tóxico (PBT) e não é cancerígeno. Vários PBTs são emitidos pela indústria de celulose e papel sendo detectados em níveis mensuráveis, incluindo chumbo, hexaclorobenzeno (HCB), dioxinas, furanos e hidrocarbonetos aromáticos policíclicos. No Canadá, as emissões desses produtos químicos pela indústria foram inferiores a 2% das emissões totais em 2015. Nos EUA, a indústria de celulose e papel foi responsável por 22% do total de emissões de HCB, um número considerável, por outro lado, outras emissões de PBT ficaram abaixo de 2% do total nacional neste mesmo ano.
Há outros importantes lançamentos no ar da indústria de papel e celulose. O material particulado fino (PM 2,5 ) consiste em partículas de 2,5 mícrons de diâmetro ou menos que podem penetrar no sistema respiratório e causar sérios efeitos à saúde. A indústria de papel e celulose nos Estados Unidos e Canadá é responsável por cerca de 10% das liberações industriais de PM 2.5 . No entanto, a maioria das PM 2,5 no ar vem de fontes não industriais, como combustão residencial de madeira, construção e poeira de estradas não pavimentadas e, quando essas fontes são levadas em consideração, a indústria de papel e celulose na América do Norte produziu apenas cerca de 0,5 % do total em 2014.
Óxidos de nitrogênio (NO x ) , óxidos de enxofre (SO x ) e dióxido de carbono (CO 2 ) são todos emitidos durante a fabricação de celulose e papel. NOx e SOx são os principais contribuintes da chuva ácida e CO 2 é um gás de efeito estufa responsável pela mudança climática . Em 2014, a indústria de papel e celulose na América do Norte foi responsável por cerca de 0,5% do total de emissões de SO x e NO x de fontes industriais e não industriais.

### Poluição da água
O maior impacto da indústria está relacionado ao alto consumo de água. O consumo médio da água nas indústrias de celulose é de aproximadamente 60 m3/tsa (metro cúbico por tonelada de celulose seca ao ar). Além disso, as descargas de águas residuais de uma fábrica de celulose e papel contêm sólidos, nutrientes e matéria orgânica dissolvida, como lignina . Também contém álcoois e agentes quelantes e materiais inorgânicos como cloratos e compostos de metais de transição . Nutrientes como nitrogênio e fósforo podem causar ou exacerbar a eutrofização de corpos de água doce, como lagos e rios. A matéria orgânica dissolvida na água doce, medida pela demanda biológica de oxigênio (DBO), altera as características ecológicas. As águas residuais também podem ser poluídas com compostos organoclorados . Alguns deles ocorrem naturalmente na madeira, mas o branqueamento com cloro da polpa produz quantidades muito maiores. Estudos recentes destacam que um pré-tratamento adequado de águas residuais (por exemplo, a coagulação) é uma solução econômica para a remoção da Demanda Química de Oxigênio (DQO) e a redução das pressões no ambiente aquático.
No Canadá, a indústria de papel e celulose lançou 5% do total de resíduos industriais descartados na água em 2015. Em 2014, 97,5%, 99,9% e 99,8% das amostras de efluentes das fábricas de celulose e papel atenderam aos requisitos regulatórios para testes de toxicidade em peixes, demanda bioquímica de oxigênio e sólidos suspensos totais, respectivamente.
A indústria de celulose e papel também está associada a importantes emissões de metais pesados na água. No Canadá, por exemplo, esta indústria é a terceira fonte de emissões de chumbo (Pb) para a água Nos Estados Unidos, a indústria de papel e celulose é responsável por 9% das emissões industriais para a água. Em 2015, o setor de celulose e papel ficou em primeiro lugar na quantidade de equivalentes de libras ponderadas tóxicas (TWPE) descartadas na água pela indústria. Mais de 92% deste TWPE veio de sulfeto de hidrogênio, dioxinas e compostos semelhantes a dioxinas e manganês (Mn) e compostos de manganês. Chama a atenção que apenas sete instalações de celulose e papel foram responsáveis por 80% do sulfeto de hidrogênio descarregado no país e somente cinco instalações foram responsáveis por 93% das dioxinas descarregadas de um total de 226 instalações. A última vez que a EPA revisou os compostos de Mn e Mn (2006), concluiu que as descargas estavam abaixo dos níveis tratáveis. Os níveis de descarga não mudaram significativamente desde então. Um exemplo do potencial de prejuízo deste processo ocorreu com a Indústria Cataguases de papel, em março de 2003, em Minas Gerais, Brasil, quando uma barragem que, de acordo com a empresa, pertencia à antiga Indústria Matarazzo de Papéis,  se rompeu. O acidente liberou milhões de litros de lixívia preta, enxofre, soda cáustica e outros produtos resultantes da produção de celulose que atingiram o Rio Pomba, afluente do Rio Paraíba do Sul. Isso resultou num catastrófico prejuízo para a vida aquática do local.
Reciclar o efluente (ver licor negro ) e queimá-lo, usando lagoas de biorremediação e empregando agentes menos prejudiciais nos processos de polpação e branqueamento podem ajudar a reduzir a poluição da água.
As descargas também podem descolorir a água, levando a uma estética reduzida. Isso aconteceu com o rio Tarawera, na Nova Zelândia, que posteriormente ficou conhecido como "dreno negro".

### Resíduos de papel
Papel e papelão descartados representam cerca de 26% (ou 67 milhões de toneladas) dos 258 milhões de toneladas de resíduos sólidos urbanos gerados em 2014 e mais de 14% dos 136 milhões de toneladas de resíduos sólidos urbanos que acabaram em aterros sanitários em 2014. Resíduos de papel, como outros resíduos, enfrentam o risco adicional de tintas, corantes e polímeros tóxicos que podem ser potencialmente cancerígenos quando incinerados ao serem liberados no ar ou, misturados com águas subterrâneas, quando resultante de métodos tradicionais de descarte, como aterros sanitários modernos. A reciclagem de papel diminui este impacto, mas não o impacto ambiental e econômico da energia e materiais liberados, consumida na fabricação, transporte e enterramento e/ou reprocessamento de produtos de papel. Ela atinge principalmente o problema do descarte no meio ambiente.

### Cloro e materiais à base de cloro
Cloro e compostos de cloro são utilizados no branqueamento de celulose de madeira, especialmente pastas químicas produzidas pelo processo kraft ou processo sulfito . No passado, as plantas que usavam cloro elementar produziam quantidades significativas de dioxinas, poluentes orgânicos persistentes e muito tóxicos . A partir da década de 1990, o uso de cloro elementar no processo de deslignificação foi substancialmente reduzido e substituído pelos processos de branqueamento ECF (Elemental Chlorine Free) e TCF (Totally Chlorine Free). Como resultado, a produção de dioxinas também foi significativamente reduzida.
Em 2005, o cloro elementar foi usado em 19–20% da produção de celulose kraft globalmente, abaixo dos 90% em 1990. 75% da celulose kraft usava ECF, com os 5–6% restantes usando TCF. Um estudo baseado nos dados da Agência de Proteção Ambiental dos EUA (EPA) concluiu que "Estudos de efluentes de fábricas que usam deslignificação com oxigênio e deslignificação estendida para produzir pastas ECF (sem cloro elementar) e TCF sugerem que os efeitos ambientais desses processos são baixos e semelhantes ." A maior parte da celulose TCF é produzida na Suécia e na Finlândia para venda na Alemanha, todos mercados com alto nível de consciência ambiental. Em 1999, a pasta TCF representava 25% do mercado europeu.
O branqueamento TCF, ao remover o cloro do processo, reduz os compostos orgânicos clorados a níveis de fundo no efluente da fábrica de celulose. O branqueamento ECF pode reduzir substancialmente, mas não eliminar totalmente, compostos orgânicos clorados, incluindo dioxinas, do efluente. Embora as plantas ECF modernas possam atingir emissões de compostos orgânicos clorados (AOX) inferiores a 0,05 kg por tonelada de celulose produzida, a maioria não atinge esse nível de emissões. Dentro da UE, a média de emissões de compostos orgânicos clorados para plantas ECF é de 0,15 kg por tonelada.
No entanto, houve discordância sobre os efeitos ambientais comparativos do branqueamento ECF e TCF. Por um lado, estudos financiados pela indústria de papel e química geralmente constataram que não há diferença ambiental entre efluentes ECF e TCF. Por outro lado, um estudo independente revisado por pares descobriu que, comparando efluentes convencionais, ECF e TCF antes e depois do tratamento secundário, "os efluentes TCF são os menos tóxicos".

### Enxofre, sulfeto de hidrogênio e dióxido de enxofre
Compostos à base de enxofre são usados tanto no processo kraft quanto no processo sulfito para a fabricação de polpa de madeira. O enxofre é geralmente recuperado, com exceção dos processos de sulfito à base de amônia, mas parte é liberada como dióxido de enxofre durante a combustão do licor negro, um subproduto do processo kraft, ou "licor vermelho" do processo de sulfito. O dióxido de enxofre é uma preocupação particular porque é solúvel em água e é uma das principais causas da chuva ácida . Em 2006, a indústria de celulose e papel no Canadá lançou cerca de 60.000 toneladas de óxidos de enxofre (SOx) na atmosfera, respondendo por pouco mais de 4% da emissão total de SOx de todas as indústrias canadenses.
Uma moderna fábrica de celulose kraft é mais do que autossuficiente em sua geração elétrica e normalmente fornecerá um fluxo líquido de energia para a rede elétrica local. Além disso, resíduos de casca e madeira são frequentemente queimados em uma caldeira separada para gerar vapor.
As emissões atmosféricas de sulfeto de hidrogênio, metil mercaptana, sulfeto de dimetila, dissulfeto de dimetila e outros compostos voláteis de enxofre são a causa do odor característico das fábricas de celulose que utilizam o processo kraft. Outros produtos químicos que são liberados no ar e na água pela maioria das fábricas de papel incluem os seguintes: 
- monóxido de carbono
- amônia
- óxido de nitrogênio
- mercúrio
- nitratos
- metanol
- benzeno
- compostos orgânicos voláteis, clorofórmio .

O branqueamento da pasta mecânica não é uma grande causa de preocupação ambiental, uma vez que a maior parte do material orgânico é retida na pasta, e os produtos químicos utilizados ( peróxido de hidrogênio e ditionito de sódio ) produzem subprodutos benignos (água e, eventualmente, sulfato de sódio, respectivamente).
No entanto, o branqueamento de pastas químicas tem o potencial de causar danos ambientais significativos, principalmente por meio do lançamento de materiais orgânicos nos cursos d'água. As fábricas de celulose estão quase sempre localizadas perto de grandes corpos d'água porque requerem quantidades substanciais de água para seus processos. Uma maior conscientização pública sobre questões ambientais nas décadas de 1970 e 1980, conforme evidenciado pela formação de organizações como o Greenpeace, influenciou a indústria de celulose e os governos a abordar a liberação desses materiais no meio ambiente. A pressão das ONGs ambientais foi especialmente intensa sobre as empresas suecas e finlandesas de celulose e papel.
O branqueamento convencional com cloro elementar produz e libera no meio ambiente grandes quantidades de compostos orgânicos clorados, incluindo dioxinas cloradas. As dioxinas são reconhecidas como poluentes ambientais persistentes, regulamentadas internacionalmente pela Convenção de Estocolmo sobre Poluentes Orgânicos Persistentes .
As dioxinas são altamente tóxicas e os efeitos na saúde humana incluem problemas reprodutivos, de desenvolvimento, imunológicos e hormonais. Eles são conhecidos por serem cancerígenos. Mais de 90% da exposição humana ocorre por meio de alimentos, principalmente carne, laticínios, peixes e mariscos, pois as dioxinas se acumulam na cadeia alimentar no tecido adiposo dos animais.

### Emissão de gases de efeito estufa
Globalmente, 69% dos GEEs vêm das indústrias de energia e transporte. A indústria global de impressão e papel é responsável por cerca de 1% das emissões globais de dióxido de carbono.
As emissões de gases de efeito estufa da indústria de papel e celulose são geradas a partir da combustão de combustíveis fósseis necessários para a produção e transporte de matérias-primas, estações de tratamento de águas residuais, energia comprada, transporte de papel, transporte de produtos impressos, descarte e reciclagem.
O descarte de papel em aterros sanitários e a subsequente decomposição e produção de metano (um potente gás de efeito estufa) também aumentam a pegada de carbono dos produtos de papel. Esta é outra razão pela qual a reciclagem de papel é benéfica para o meio ambiente. A recuperação do papel, em vez do aterro, pode reduzir o potencial de aquecimento global dos produtos de papel em 15 a 25%.
Nas fábricas de celulose e papel nos EUA, a taxa de emissão de GEE expressa em toneladas equivalentes de dióxido de carbono por tonelada de produção foi reduzida em 55,8% desde 1972, 23,1% desde 2000 e 3,9% em relação a 2010. Entre 2005 e 2012, o uso de energia comprada pelas fábricas de celulose e papel dos EUA (de combustíveis fósseis) por tonelada de produção foi reduzido em 8,8%.
No Canadá, entre 2000 e 2012, as emissões diretas de GEE diminuíram 56% e o uso total de energia 30%. Parte desse declínio se deve à contração da indústria florestal, mas grande parte se deve à redução do uso de combustíveis fósseis e ao aumento da autogeração de energia a partir de biomassa renovável. A bioenergia foi responsável por 56% do uso de energia da indústria florestal em 2012, acima dos 49% em 2000.

### Recursos não renováveis
Argila ou carbonato de cálcio são usados como cargas para alguns papéis. Caulim é a argila mais comumente usada para papéis revestidos .

### Espécie invasora de árvores
Árvores particularmente adequadas para a produção de celulose foram introduzidas em várias regiões do mundo. Algumas delas passaram a ser reconhecidas como espécies invasoras agressivas. Na Malásia, a Acacia auriculaeformis e a Acacia mangium são consideradas árvores invasoras. O eucalipto de crescimento rápido e altamente lucrativo deve ser considerado uma espécie invasora em várias partes do mundo.

## Mitigação
Alguns dos impactos ambientais da indústria de celulose e papel foram abordados e há um movimento em direção a práticas sustentáveis. O uso de madeira de florestas plantadas aborda as preocupações com a perda de florestas antigas.

### Manejo florestal sustentável
O corte de árvores para produzir produtos florestais, como celulose e papel, cria distúrbios ambientais temporários ou de longo prazo nos habitats florestais, dependendo do cuidado com que a colheita é realizada. Pode haver impactos na biodiversidade vegetal e animal, fertilidade do solo e qualidade da água. No entanto, as práticas de manejo florestal sustentável são uma forma de usar e cuidar das florestas de forma a manter seus valores e benefícios ambientais, sociais e econômicos ao longo do tempo.
Nos EUA, a crescente demanda por papel produzido de forma responsável fornece um incentivo financeiro para os proprietários de terras manterem suas terras com florestas e gerenciá-las de maneira sustentável - em vez de vendê-las para empreendimentos industriais ou habitacionais, uma das principais causas do desmatamento nos EUA, de acordo com Serviço Florestal dos Estados Unidos. Essa terra administrada, por sua vez, fornece uma série de serviços ecossistêmicos contínuos, desde água limpa, solo saudável e mitigação das mudanças climáticas até oportunidades recreativas e beleza estética.
No Canadá, o manejo florestal sustentável é apoiado por um processo de planejamento do manejo florestal; uma abordagem baseada na ciência para tomada de decisão, avaliação e planejamento, bem como por regulamentos e políticas.

#### Certificação florestal
Promover e apoiar a certificação florestal e a capacidade de rastrear a origem da fibra de madeira ajuda a garantir o manejo florestal sustentável e o corte legal. Os sistemas de certificação florestal mais utilizados atualmente são:
- O Programa de Endosso da Certificação Florestal (PEFC), na maioria dos países europeus e em crescimento noutras regiões do mundo.[64]
- A Iniciativa Florestal Sustentável (SFI),[65]
- O sistema americano de fazendas de árvores (ATFS) [66]
- Associação Canadense de Padrões (CSA).[67]
- Conselho de Manejo Florestal (FSC).[68]

### Branqueamento de polpa
A mudança para o cloro não elementar para o processo de branqueamento reduziu a emissão de organoclorados cancerígenos. Ácido peracético, ozônio e peróxido de hidrogênio e oxigênio são usados em sequências de branqueamento na indústria de celulose para produzir papel totalmente livre de cloro (TCF).

### Reciclagem
Existem três categorias de papel que podem ser usadas como matéria-prima para a fabricação de papel reciclado: refugos de fábrica, resíduos pré-consumo e resíduos pós-consumo .  Os refugos de fábrica são aparas de papel e outros restos de papel provenientes da fabricação de papel e são reciclados internamente em uma fábrica de papel . O resíduo pré-consumo é o material que foi descartado antes de estar pronto para uso do consumidor. Resíduos pós-consumo são materiais descartados após o uso pelo consumidor, como revistas velhas, listas telefônicas antigas e papéis mistos residenciais.
Uma preocupação sobre a reciclagem de papel de polpa de madeira é que as fibras são degradadas com cada uma e depois de serem recicladas quatro ou cinco vezes, as fibras tornam-se muito curtas e fracas para serem úteis na fabricação de papel. 
A EPA descobriu que a reciclagem causa 35% menos poluição da água e 74% menos poluição do ar do que a fabricação de papel virgem. As fábricas de celulose podem ser fontes de poluição do ar e da água, especialmente se estiverem produzindo celulose branqueada . A reciclagem de papel diminui a demanda por celulose virgem e, portanto, reduz a quantidade total de poluição do ar e da água associada à fabricação de papel. A celulose reciclada pode ser branqueada com os mesmos produtos químicos usados para branquear a celulose virgem, mas o peróxido de hidrogênio e o hidrossulfito de sódio são os agentes de branqueamento mais comuns. A celulose reciclada, ou papel feito a partir dela, é conhecida como PCF (Processo sem cloro) se nenhum composto contendo cloro for usado no processo de reciclagem.

### Papel reciclado e fábricas de papel
A reciclagem como alternativa ao uso de aterros sanitários e papel reciclado é um dos procedimentos menos complicados na indústria de reciclagem. Embora não haja uma crise de aterro neste momento, acredita-se comumente que medidas devem ser tomadas para diminuir os impactos negativos dos aterros, pois muitos elementos perigosos são produzidos e espalhados por causa desse enclausuramento de lixo. A maior parte do papel reciclado tem um preço mais alto do que o papel recém-fabricado, e isso tende a ser um fator decisivo para o consumidor. Como a maior parte da celulose reciclada é comprada no mercado livre, o papel virgem é produzido mais barato com a celulose que foi feita pela fábrica de papel específica. O papel virgem não contém conteúdo reciclado e é feito diretamente da polpa de árvores ou algodão. Os materiais recuperados após o processo inicial de fabricação do papel são considerados papel reciclado. Como o padrão original era tão vago, alguns “papéis reciclados” continham apenas restos de fábrica que teriam sido incluídos no papel virgem de qualquer maneira. Recentemente, foram estabelecidos padrões para evitar que as empresas façam parecer que estão vendendo papel reciclado. As indústrias de coleta e reciclagem têm apostado nas aparas de papel que são descartadas pelos clientes diariamente para aumentar a quantidade de papel reciclado. Diferentes fábricas de papel são estruturadas para diferentes tipos de papel, e a maior parte do “papel de escritório recuperado pode ser enviada para uma fábrica de destintamento”. Um moinho de destintamento serve como uma etapa no processo de reciclagem de papel. Este tipo de moinho separa a tinta das fibras do papel, juntamente com quaisquer outros materiais em excesso que também são removidos do papel restante. Na fábrica de destintamento, depois que todos os revestimentos indesejados de papel são removidos, o papel recondicionado é enviado para a máquina de papel. As sobras antigas são agora transformadas em papel novo na máquina de papel. Muitas fábricas de papel reciclaram papéis comerciais, transformando os antigos papéis comerciais em cartas e envelopes úteis. O processo de produção de papel reciclado é mais caro do que as fábricas de papel bem desenvolvidas que criam papel com o uso de árvores. Este processo de fabricação de papel reciclado também é muito mais demorado. No entanto, o papel reciclado tem uma infinidade de benefícios do ponto de vista ambiental. “Apesar de toda a tecnologia de ponta agora incorporada às modernas fábricas de papel, a estrutura subjacente da indústria ainda é baseada em uma visão de mundo que foi transformadora no século 19, mas está desatualizada à medida que o século 21 se aproxima” .

### Regulamentação
Leis, regulamentos e políticas que orientam o manejo florestal em terras federais dos Estados Unidos estão bem documentados. A Lei Lacey de 1900 prevê sanções para a extração ilegal de madeira .
No Canadá, onde 94% das florestas do país estão em terras públicas, uma estrutura de leis, regulamentos e políticas federais, provinciais e territoriais reforça e orienta as práticas de manejo florestal sustentável.
“As Diretrizes de Meio Ambiente, Saúde e Segurança (EHS) são documentos de referência técnica com exemplos gerais e específicos da indústria de Boas Práticas Internacionais da Indústria (GIIP).”  Em termos mais simples, o EHS é o que ajuda a desenvolver os regulamentos federais sobre indústrias e empresas que requerem fábricas com potencial para causar muitos danos à sociedade e ao meio ambiente. Estas Diretrizes para o ambiente, saúde e segurança enumeram as regras específicas para as indústrias de papel que explicam o que devem seguir para limitar a poluição que é consequentemente distribuída e pelas fábricas.